# El Brunet
El Brunet és una masia del segle xiv que es troba al municipi de Castellar del Vallès, ubicada al kilòmetre 7 de la Carretera de Castellar a Sant Llorenç Savall (B-124). És una casa pairal feta amb dos edificis annexos, més un tercer construït durant el segle XX que acull un restaurant. Una roda de pedra de molí ubicada a la façana data de 1532.
L'edifici principal consta de planta baixa i dues plantes, amb teulada a quatre vessants. L'altre edifici és planta baixa i pis i la teulada és a dos vessants.

## Edifici
Masia de planta quadrada, amb un altre cos arquitectònic adossat, de similar factura y formant un conjunt de caràcter molt senzill. La teulada és a quatre vessants en l'edifici principal, que presenta en la planta baixa, una porta d'entrada amb arc escarser. Dos balcons en el pis superior i dues petites obertures de sota teulat per ventilar les golfes. Tot ell marca una absoluta simetria d'elements. No obstant, el cos adossat difereix quant a uniformitat i simetria, però manté la mateixa línia arquitectònica. En el pis superior, una gran galeria abalconada envaeix tot el mur tot, permeten així l'entrada de llum a les cambres. La galeria amb balustrada de pedra, és sostinguda des de sota de la teulada per tres grans pilars de pedra picada, que simulen en la seva part superior, unes voltes d'ordre jònic. Els dos edificis presenten façanes estucades. Un mur que corre a continuació de l'edifici principal, en sentit lateral esquerra, amb teulada d'un sol vessant i de menor alçada senyala el tancament d'un pati que pertany a la mateixa casa. En la façana situada a migdia encara s'hi poden veure alguns elements gòtics, malgrat no s'apreciï en la documentació gràfica aportada.

## Història
Masia del segle xvi. L'escriptura més antiga de la casa data del 1532. Segons la llegenda havia estat un convent de monges fins que un incendi el destruí. Pere Brunet era Batlle de Castellar per Bernat de Mecca, el 1557.